# Юнаєво
Юна́єво (рос. Юнаево, башк. Юнай) — присілок у складі Зіанчуринського району Башкортостану, Росія. Входить до складу Утягуловської сільської ради.
Населення — 183 особи (2010; 231 в 2002).
Національний склад:
- башкири — 98%